# نیروگاه هسته‌ای برنیلیس

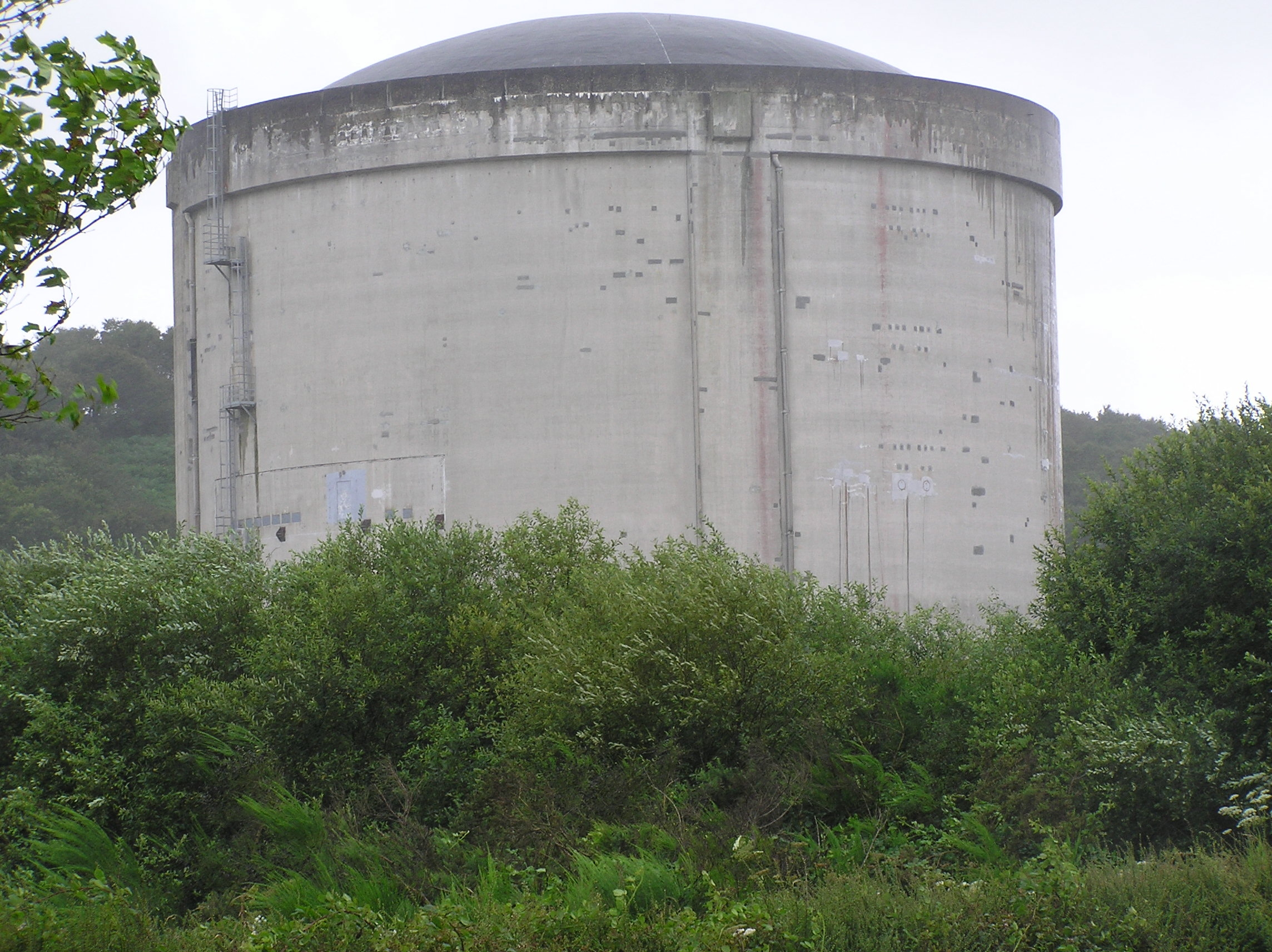
ساختار راکتور

نیروگاه هسته‌ای برنیلیس یک نیروگاه هسته‌ای غیرفعال در برنیلیس، منطقه برتاین در شمال غربی فرانسه است. این نیروگاه که در سال ۱۹۶۲ ساخته شد، نخستین و تنها رآکتور آب سنگین تحت فشار (PHWR) در فرانسه بود و از آب سنگین به عنوان کندکننده نوترون و از آب سبک تحت فشار به عنوان خنک‌کننده استفاده می‌کرد. این نیروگاه با قدرت ۷۰ مگاوات، عمدتاً برای آزمایش فناوری هسته ای و تولید پلوتونیوم نظامی طراحی شده بود.
فعالیت آن در سال ۱۹۸۵ به دلیل اعتراضات گستردهٔ زیست‌محیطی و چالشهای فنی متوقف شد و فرایند تخریب آن که از سال ۱۹۸۵ آغاز شده، هنوز ادامه دارد.